# Tenuidraconema fiersi
Tenuidraconema fiersi is een rondwormensoort uit de familie van de Draconematidae. De wetenschappelijke naam van de soort is voor het eerst geldig gepubliceerd in 1989 door Decraemer.